# برادران سوپر اسمش. ستیز
برادران سوپر اسمش. ستیز (به انگلیسی: Super Smash Bros. Melee) یک بازی ویدئویی مبارزه‌ای کراس اور است که توسط استودیو هالکن توسعه یافته و توسط نینتندو برای کنسول گیم‌کیوب در سال ۲۰۰۱ منتشر شده‌است. این بازی دومین قسمت از سری برادران سوپر اسمش. محسوب می‌شود. این بازی دارای شخصیت‌هایی از فرنچایزهای محلفت نینتندو مانند ماریو، افسانه زلدا، Star Fox و پوکمان است. بازی نخستین بار در نوامبر ۲۰۰۱ در ژاپن، در دسامبر ۲۰۰۱ در قاره آمریکا و در مه ۲۰۰۲ در اروپا و استرالیا منتشر شد.
عنوان ستیز شامل تمام شخصیت‌های بازی قبل است و شخصیت‌هایی از سری مدال آتش را نیز دارد. سیستم گیم پلی ستیز در مقایسه با دیگر بازی‌های مبارزه ای غیر متعارف است و بازیکن باید بیشترین ضربه را بزند یا حریف را از صحنه خارج کند. این بازی با افزودن ویژگی‌های جدید گیم پلی و شخصیت‌های قابل بازی بر روی بازی قبلش ساخته شد. به دنبال محبوبیت بازی ویدئویی چندنفره، ستیز در بسیاری از مسابقات رقابتی حضور داشته و یکی از محبوب‌ترین بازی‌های مبارزه ای رقابتی در آن زمان محسوب می‌شد.
برادران سوپر اسمش. ستیز با استقبال منتقدان روبرو شد و به دلیل جلوه‌های بصری ، کنترل ساده، گیم پلی و موسیقی متن تحسین شد و چندین جایزه و تقدیر از نشریات مختلف دریافت کرد. در حال حاضر این بازی یکی از بزرگترین بازی‌های ویدئویی ساخته شده در نظر گرفته می‌شود. پس از انتشار فروش بالایی کسب کرد و با فروش بیش از هفت میلیون نسخه تا سال ۲۰۰۸، پرفروش‌ترین عنوان کنسول گیم‌کیوب شد. دنباله بازی با نام برادران سوپر اسمش. نزاع برای کنسول وی در سال ۲۰۰۸ منتشر شد.